# Nemacheilus pantheroides
Nemacheilus pantheroides é uma espécie de peixe actinopterígeo da família Balitoridae.
Pode ser encontrada nos seguintes países: Israel e Síria.
Os seus habitats naturais são: rios.
Está ameaçada por perda de habitat.